# Margaret Murdock
Margaret Murdock, nata Thompson (Topeka, 25 agosto 1942), è un'ex tiratrice a segno statunitense.

## Palmarès

### Olimpiadi
- 1 medaglia:
  - 1 argento (Montréal 1976 nella carabina 50 metri tre posizioni)